# Chambers (legge)
Nel sistema legale inglese una chamber è una stanza o ufficio adoperato da barrister (avvocati) o giudici. Una chamber di barrister o barristers' chambers è un ufficio usato da un barrister o da un gruppo di barrister. Una judge's chamber, d'altra parte, è l'ufficio di un giudice, dove può discutere alcune particolari cause, invece che in una corte di giustizia aperta al pubblico.

## Judge's chambers
Una judge's chamber è l'ufficio di un giudice, in cui alcune possono essere trattate alcune tipologie di reato "in camera di consiglio", noto anche come in camera, piuttosto che in udienza pubblica. In generale, le cause trattate in camera sono casi, o parti di casi in cui il pubblico e la stampa non sono autorizzati ad assistere al procedimento. Le judge's chambers si trovano spesso ai piani superiori delle aule di giustizia, lontane da esse, talvolta disposte in gruppi.
In alcune giurisdizioni, un'aula di tribunale, piuttosto che l'ufficio del giudice, viene utilizzata per discutere cause "in camera di consiglio". Tali aule giudiziarie possono anche essere chiamate "chamber".

## Barristers' chambers
In Inghilterra, Galles, Nuova Zelanda, Australia, India, Pakistan e Hong Kong, con chamber ci si può riferire a stanze usate da un barrister o da un gruppo di barrister, specialmente nelle Inns of Court. I barrister non possono fare società e sono quindi considerati come liberi professionisti autonomi. Per condividere i costi e le spese, operano tipicamente fraternamente tra loro, nelle chamber. Le chamber sono amministrate da impiegati dei barristers che ricevono parte dei casi dai solicitor e concordano su questioni quali gli onorari dei loro datori di lavoro. Essi relazionano poi i dettagli del caso ai barrister da cui dipendono.
Alcune chamber sono specializzate in particolari ambiti del diritto. Esistono chamber ovunque in Inghilterra e Galles, anche se la maggior parte si trovano a Londra. Un rapporto del General Council of the Bar del 2006, stabiliva che delle 355 chamber esistenti nel Regno Unito, 210 si trovavano a Londra. Ad Hong Kong, le 133 chamber si trovano quasi esclusivamente nella City of Victoria.